# Tomba d'Alexandre el Gran
La tomba d’Alexandre el Gran és el lloc en el qual estaria enterrat Alexandre III de Macedònia, fill de Filip II de Macedònia i sobrenomenat "el Gran". Mort a Babilonia durant el juny de l’any 323 aC., es desconeix l’indret de la seva tomba, per la qual cosa la seva troballa es consideraria clau per especificar la causa de la mort prematura del general macedoni als 33 anys. L'enigma de la seva ubicació continua essent un dels reptes més preuats pels arqueòlegs i exploradors des de fa segles.

## Mort d’Alexandre

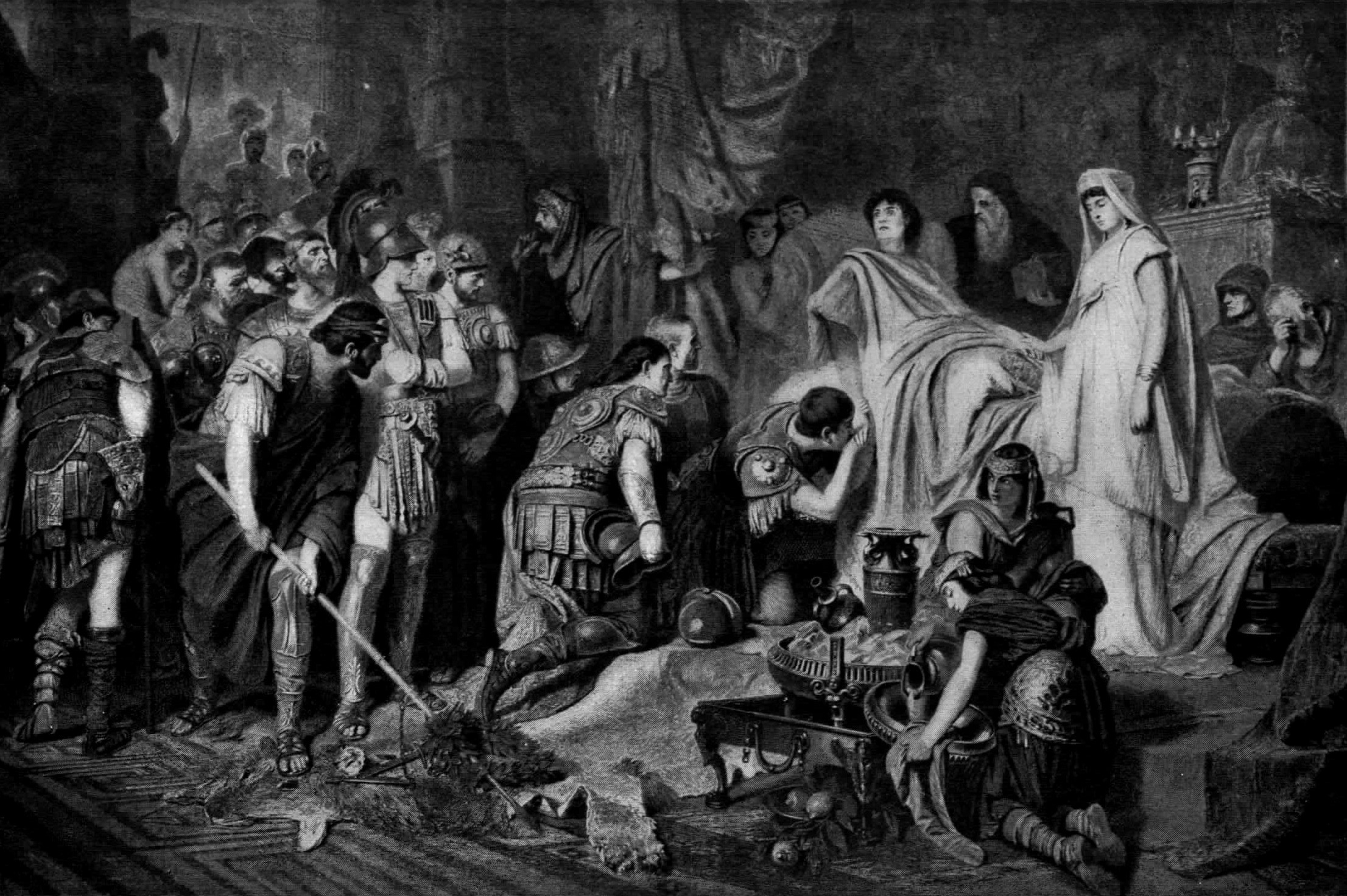
La mort d'Alexandre el Gran, pel pintor Karl von Piloty (1886)

Alexandre el Gran (356-323 aC.), considerat més gran heroi de l'antiguitat, mor als 33 anys víctima —probablement— d'unes febres víriques, i en només dotze anys de conquestes continuades, va llegar al seu petit regne de Macedònia uns dominis geogràfics que incloïa l'extens imperi persa, arribant fins a l'Índia per l'est i a Egipte per l'oest.

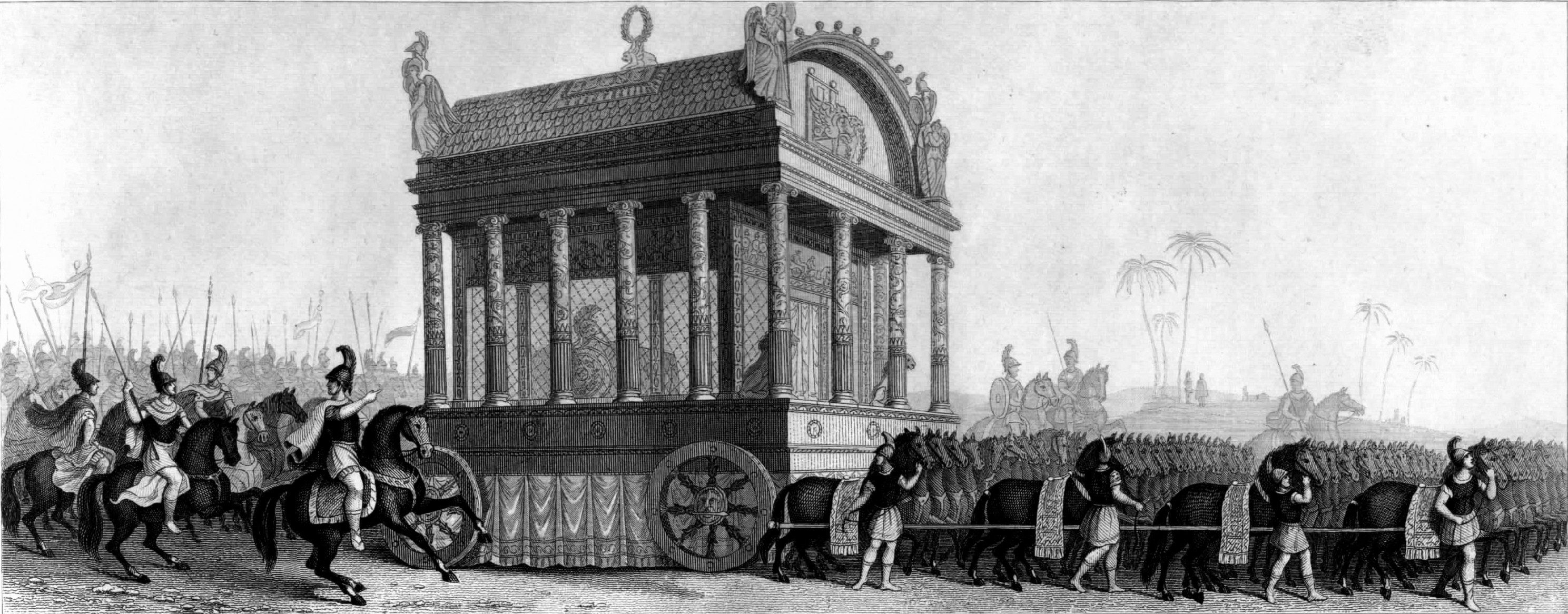
Reconstrucció noucentista del seguici fúnebre d'Alexandre.

Alexandre va morir al Palau de Nabucodonosor II a Babilònia, i en un principi, els seus generals decidiren traslladar les seves despulles a Macedònia. Tanmateix, durant la processó fúnebre, el seu fidel company Ptolemeu I va ordenar el trasllat del fèretre fins a Egipte, amb l'idea de legitimar així el poder sobre aquell país conquerit. El seu cos embalsamat va restar temporalment al Serapeu de Saqqara (Memfis), fins que per ordre de Ptolemeu II se’l va traslladar a Alexandria, la ciutat que va fundar i li va donar el seu nom. No va ser fins al 215 aC. que se li va erigir un gran mausoleu per ordre de Ptolemeu IV. En el Soma (tomba en grec que significa cos), la mòmia d’Alexandre va ser objecte de culte religiós i emperadors romans com Juli Cèsar, August, Calígula i Caracal·la, van retre-li honors.

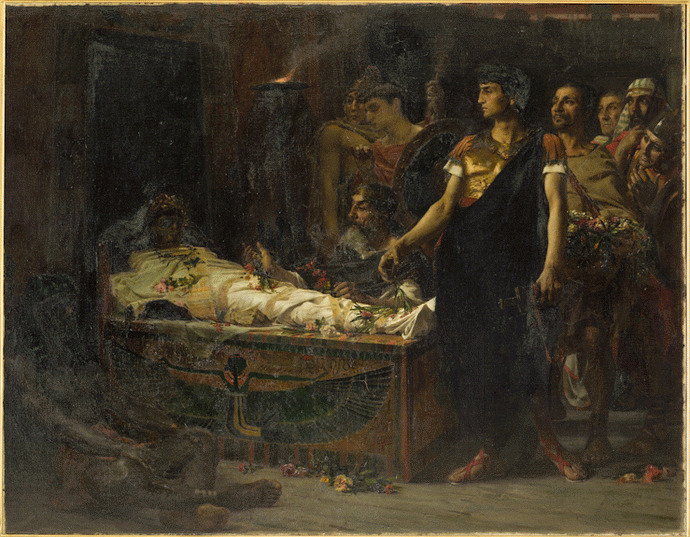
August a la tomba d'Alexandre. Eugène Buland, Musée d'Orsay.

Era un grandiós monument emmurallat en el centre de la ciutat, entre l’encreuament dels dos principals carrers, inspirat en el Mausoleu d’Halicarnàs, una de les set meravelles del món antic. En un principi, Alexandre era exposat a la cripta, a dins d’un sarcòfag d’or, però a causa del saqueig sofert durant una revolta al 89 aC., va ser substituït per una urna de vidre. Entre les meitats dels segles III i IV, Alexandria va sofrir diferents disturbis i revoltes, i es difícil saber si aleshores encara existia el mausoleu.

## Desaparició de la mòmia
A principis del segle IV, el Soma d'Alexandria es va esfumar sense deixar rastre.
Poc abans del terratrèmol de l’any 365, Ammià Marcel·lí sembla referir-se a ell amb el nom de “temple del geni”, però després del tsunami que va devastar Alexandria i la costa est de la Mediterrània, descrit amb detall pel mateix historiador llatí a l'obra Res Gestae, la pista del Soma es va perdre. Només va faltar que a final d’aquell mateix segle, Teodosi I el Gran ordenés la prohibició de cultes considerats pagans i es fes realitat la destrucció de temples i d'altres monuments. Molts es van salvar transformant-se en esglésies, però en cap lloc es menciona que el Soma d’Alexandria en fos un d’ells. A l'any 642 els musulmans van entrar a la ciutat i amb ells va produir-se un canvi del traçat urbanístic, fent desaparèixer qualsevol vestigi que s'hagués conservat del mausoleu.

## Hipòtesis sobre la localització de la tomba

Mapa d'Alexandria durant la dinastia ptolemaica.

Des d’aleshores com passa sovint en aquests casos, hi ha hagut qui ha pretès localitzar la tomba amb més o menys precisió. Al segle XVI, Lleó l’Africà, va situar la tomba en una petita capella entre les ruïnes del centre de la ciutat. També els viatgers romàntics del segle XVIII, coincidien quan afirmaven que una capella del patí de la Mesquita Atarina d'Alexandria, era assenyalada pels mateixos ciutadans com a tomba d’Alexandre.
Ja a principis del segle xx, una tomba d’alabastre descoberta a la necròpolis d'Al Shatibi, va despertar la curiositat del director del Museu Grecoromà d’Alexandria Achile Adriani, que va sol·licitar permís per poder excavar-hi. Segons la seva opinió, l’estructura d’alabastre era el vestíbul que havia de menar a una cambra interior amb el sarcòfag d’Alexandre. Aquesta teoria ha estat rebutjada pels experts.
L’any 2019, l'arqueòloga grega Calliope Limneos-Papakosta, després de 21 anys d'investigació a Alexandria, va descobrir els fonaments d'un gran edifici, que sembla ser l'antic barri reial, que suposadament va allotjar la tomba del famós governant. La zona d'excavació es troba al lloc de l'antiga ciutat de Memfis. L'any 365, la ciutat va ser afectada per nombrosos terratrèmols i un tsunami, la població va fugir i la tomba del sobirà probablement va ser enterrada i oblidada.